# کروزا
کروزا، روستایی از توابع بخش مرکزی شهرستان بدره در استان ایلام ایران است.

## جمعیت
این روستا در دهستان دوستان قرار دارد و براساس سرشماری مرکز آمار ایران در سال ۱۳۸۵، جمعیت آن زیر سه خانوار بوده‌است.